# Thomas Sneum
Thomas Sneum (21. maj 1917 i Sønderho på Fanø – 3. februar 2007 i Roskilde) var en dansk flyverofficer, som var blandt de første engelske agenter i Danmark under Anden Verdenskrig.
Hans mest spektakulære bedrift var, da han i 1941 fotograferede to Freya-radarstationer på Fanø og fløj tværs over Vesterhavet til Storbritannien i et lille Hornet Moth-fly sammen med vennen Kjeld Pedersen.
Sneum var løjtnant i Marinens Flyvevæsen, men tog sin afsked 14. april 1940 for at komme til England.
Han planlagde at flygte til Sverige med en kutter, men det mislykkedes.
Han tog derefter hjem til sine forældre på Fanø. Her opstillede tyskerne "metalrammer", der senere skulle vise sig at være radarstationer af typen Freya. Det lykkedes Sneum at fotografere dem.
Sneum præsenterede sine oplysninger for hærens øverstkommanderende, general Prior, generalstabschef, general Gørtz og folk fra den danske efterretningstjeneste, som ikke indså betydningen af "metalrammerne" – "de skraldgrinede blot" ifølge Sneum.
Sneums bedrifter inspirerede den britiske romanforfatter Ken Follett til at skrive romanen "London kalder".

## Attentat mod Himmler
Mark Ryan fortalte i sin bog The Hornet's Sting (2008), at Sneum planlagde et attentat mod Heinrich Himmler med bue og pil fra skuespillerinden Oda Pasborgs lejlighed.
Oda Pasborg var en smuk blondine, som havde en rolle i den dansk film En fuldendt gentleman. Hendes far havde givet hende en lejlighed ved Hotel d’Angleterre, hvor tyske officerer boede.
Oda Pasborg var Sneums gamle kæreste, og hun havde givet ham en nøgle til lejligheden. Den lå ideelt, men han ønskede ikke at involvere Oda Pagsborg i et attentat. Hans løsning på dilemmaet var at benytte en stålbue, der både var lydløs og hurtigt kunne skilles ad.
Sneum havde skudt med bue som barn, han købte en ny stålbue i en jagtbutik og øvede sig i Tivoli og på Fanø.
På pilene havde han skrevet datoen: 9. april 1940.
Af alle de ledende nazister stod Heinrich Himmler øverst på hans liste over nazister, som han gerne ville have ram på.
Sneum havde to meddelere: svogeren, Niels-Richard Bertelsen; og en tidligere kollega fra Marinens Flyvevæsen, Arne Helvard, der arbejdede i Kastrup lufthavn og kunne rapportere om tyske officerers bevægelser i Kastrup.
Den 6. februar ringede Bertelsen til Sneum og fortalte, at der ville ankomme en af Hitlers ledende mænd. Det var så heldigt, at Oda Pasborg ikke havde svaret på Sneums telefonopringning og nok ikke var hjemme. Sneum lukkede sig ind i lejligheden og gav sig til at vente, men Bertelsen ringede igen og fortalte, at der havde været en ændring i planen: Det var Heinrich Himmler, der var blevet syg på vej fra en inspektion af SS tropper i Norge og fløj direkte hjem til Tyskland.

## Til England i dobbeltdækker-fly
Sneum undersøgte, hvem som havde privatfly stående. Ud af 23 mulige valgte han 2. pinsedag 1941 en DH.87B Hornet Moth (registreringsnummer OY-DOK) dobbeltdækker, som stod med planerne afmonteret i en lade hos Povl Andersen, Elsesminde ved Sanderum lige uden for Odense. Han havde fået at vide, at Povl var 'god nok', det vil sige dansksindet.
Han ytrede ønske om at købe flyet, hvortil Povl Andersen svarede: "Nej det kan De ikke. Men skal flyet vestover, er hun Deres".
Efter at have gjort det klar i laden ved Elsesminde, blev flyet kørt ud, og straks derefter, om aftenen den 21. juni, fløj Sneum med kollegaen Kjeld Petersen af sted til Storbritannien.
Flyet havde kun rækkevidde til to tredjedele af turen over Nordsøen.
Derfor måtte Sneum under flyvningen ud på vingen med højre fod for at sætte en slange i brændstoftanken, så de kunne efterfylde inde fra cockpittet med ekstra brændstof, som de havde med i små, let-håndterbare 5- og 10-liters dunke. Kjeld Petersen spildte brændstof i cockpittet, og benzindampene var ved at bedøve dem, hvilket gjorde flyvningen ekstra farlig.
Efter landingen i England blev Sneum og Petersen mødt af fire officerer fra RAF, som havde svært ved at tro, at de i den rådne kasse var fløjet over Nordsøen fra Danmark, men hurtigt blev deres forklaring bekræftet – bl.a. ved henvendelse til Sneums britiske kontaktofficer i Stockholm. Betydningen af fotografierne af radarinstallationen på Rømø blev først erkendt, efter at chefen for den britiske videnskabelige efterretningsorganisation, R.V. Jones, og hans kollega Charles Frank afhørte Sneum. Desværre havde den engelske efterretningstjeneste MI 5 ladet filmene fremkalde hos en lokal fotohandler, der næsten havde ødelagt alle negativerne. Ud over disse 35 mm film medbragte Sneum 16 mm filmoptagelser, som meget vigtige beviser på tyskernes aktiviteter. Det var englændernes første levende billeder af en tysk radar. Englænderne havde svært ved at forstå, hvordan Sneum kunne komme så tæt på. Det skyldtes, at han havde fået særlig skriftlig tilladelse af den stedlige tyske kommandant til at gå på kanin-jagt i området og altid bar sit fotoudstyr under vindjakken.
R.V. Jones glemte aldrig Sneum. Mange år senere skrev han i sin erindringsbog: Most Secret War: 
| Citat     | Man kunne måske have forestillet sig, at efter alt dette ville Sneum have fortjent at blive en nationalhelt. Men måske derfor fik han den kolde skulder af dem, som efter krigen havde magten i Danmark. | Citat |
| R.V.Jones | |       |

Sneum blev sendt tilbage til Danmark af engelske S.I.S. Han landede i september 1941 sammen med en anden dansker. De tog uafhængigt af hinanden kontakt til radioingeniøren fra Bang & Olufsen L.A. Duus Hansen, der byggede en bedre radiosender end den, Sneum havde medbragt. Sneum måtte flygte over isen til Sverige den 26. marts 1942. Her blev han og Helvard fængslet, indtil det lykkedes Sneum at få de svenske myndigheder overbevist om, at han burde løslades. Han drog videre til England, hvor han blev fængslet igen, fordi det engelske efterretningsvæsen troede, at han var tysk dobbeltagent. Ved indflydelsesrige personers hjælp blev han omsider løsladt, men kom aldrig til at flyve for RAF. I stedet udbetalte man ham en belønning på 3.000 pund. Samtidig fik han mulighed for at flyve for det norske flyvevåben.
Sneum måtte dele skæbne med oberst Kaj Birksted og Læsø og blev efter krigen ugleset i det danske forsvar.

## Efter krigen
Efter befrielsen kom Sneum tilbage til Danmark og blev med det samme taget i forhør af Rigspolitiets og hærens efterretningstjenester. Med Sneums egne ord, sagde de:
| Citat        | Du har samarbejdet med tyskerne, for vi har sagt at det var umuligt for danske officerer at komme til England. Så de skulle jo have mig til at være tyskvenlig. Og vi skulle jo holdes nede, for ellers så begyndte folk jo at snakke om, hvorfor de andre ikke havde gjort, som vi gjorde, ikke, så det skulle helst holdes helt hemmeligt, at der var nogen, der var kommet til England. | Citat |
| Thomas Sneum | |       |

 Sneum blev frigivet og tilbudt at genindtræde i sin gamle stilling, som dansk flyverløjtnant. Da Sneum i engelsk tjeneste havde opnået grad af oberst, var tilbuddet en udsøgt fornærmelse af en mand, der havde kæmpet for at befri Europa for nazismen. Sneum forlod forsvaret og var derefter med til at opbygge Falcks Flyvekorps, inden han rejste til Schweiz.
I danske efterretningskredse er der under og efter krigen rejst kritik og tvivl om Sneums rolle og motiver. Bl.a. gengivet i bogen 'Storfyrstinden' af Trine Engholm Michelsen (People's Press, 2021) p. 149-165.   

## Vurdering
I en engelsk vurdering skriver Commander Stagg:
| Citat           | ...Sneums fantastiske flugt til England i maj[!] 1941 med hans uvurderlige film af tyske radaranlæg i virksomhed paa Fanø stimulerede yderligere, men Sneum blev taget under vingerne af S.I.S., som skinsygt holdt ham borte fra S.O.E. og sendte ham med undervandsbåd* til Danmark hvilket havde beklagelige følger ikke alene for Sneum, men for mindst to andre danske. Behandlingen af Sneum, da han vendte tilbage til England i maj 1942, er et skændigt kapitel i den engelske behandling af en mand, som havde givet os, hvad radarspecialister dengang kaldte den mest værdifulde oplysning, man endnu havde modtaget. | Citat |
| Commander Stagg | |       |

Thomas Sneum er den ene af to danskere, der er omtalt i R. V. Jones' bog Most Secret War. Den anden er Hasager Christiansen der fotograferede en V1-raket.
Sneums bedrift beskrives i bogen som "a most galant exploit".
- Ifølge "Bag fjendens linier" af Mark Ryan skete landsætningen med faldskærm, sådan som det foregik for de fleste agenter, der kom fra England til Danmark.